# Полезные ископаемые Греции
Греция обладает залежами разнообразных полезных ископаемых. Важнейшие из них — бурый уголь и бокситы. Добыча полезных ископаемых в Греции велась ещё в глубокой древности и имела важное значение для хозяйства страны.

## Общая характеристика
При большом разнообразии полезных ископаемых их месторождения в Греции невелики.
Таблица 1. — Основные полезные ископаемые Греции состоянию на 1998—1999 годы.
| Полезные ископаемые     | Запасы         | Запасы | Содержание полезного компонента в рудах, % | Доля в мире, % |
| ----------------------- | -------------- | ------ | ------------------------------------------ | -------------- |
| Полезные ископаемые     | Подтвержденные | Общие  | Содержание полезного компонента в рудах, % | Доля в мире, % |
| Бокситы, млн т          | 650            | 1000   | 55 (Al2O3)                                 | 2,4            |
| Барит, тыс. т           | 2800           | 4000   | 58 (BaSO4)                                 | 0,8            |
| Железные руды, млн т    | 60             | 110    | 45 (Fe)                                    |                |
| Золото, т               | 148            | 259    | 0,4 — 8,4 г/т                              | 0,3            |
| Кобальт, тыс. т         | 90             | 120    | 0,04 (Со)                                  | 1,6            |
| Марганцевые руды, млн т | 1              | 2      | 40 (Mn)                                    |                |
| Медь, тыс. т            | 370            | 400    | 0,79 (Cu)                                  | 0,1            |
| Нефть, млн т            | 1,4            |        |                                            |                |
| Никель, тыс. т          | 450            | 2920   | 1,14 (Ni)                                  | 0,9            |
| Плавиковый шпат, млн т  | 0,01           | 0,03   |                                            |                |
| Природный газ, млрд м3  | 8,5            |        |                                            |                |
| Свинец, тыс. т          | 771            | 841    |                                            | 0,6            |
| Уголь, млн т            | 3000           | 3570   |                                            |                |
| Фосфориты, млн т        | 1,2            | 1,5    | 20 (Р2О5)                                  | 0,02           |
| Хромовые руды, млн т    | 3,2            |        | 18 (Cr2O3)                                 | 0,07           |
| Цинк, тыс. т            | 934            | 1034   | 4,5 (Zn)                                   | 0,3            |
| Уран, тыс. т            | 1              | 7      |                                            |                |

## Отдельные виды полезных ископаемых
Нефть, природный газ, уголь. Запасы горючих ископаемых невелики — залежи нефти и газа составляют соответственно 7 млн т и 140 млрд м³. Месторождения открыты в Северо-Эгейском нефтегазоносном бассейне. Из месторождений угля открыты только залежи бурого низкого качества (около 3600 млн т).
Никель. Греция имеет наиболее значительные запасы руд никеля в Европе, а также занимает ведущее место по запасам марганцевых руд (Пелопоннес, остров Андрос в архипелаге Киклады). Греции принадлежит 95 % общих запасов руд никеля в Западной Европе. Содержание Ni 1,2 %. Основные месторождения: Пагондас на острове Эвбея, Айос-Иоанис близ Ларимны и другие. Месторождения связаны с кайнозойскими корами выветривания и представлены никелевыми и кобальтовыми латеритными рудами. На протяжении 1960-х годов были открыты крупные месторождения ферроникеля и меди.
Хром. Крупнейшее месторождение хромовых руд — Айос-Атанасиос — находится в районе Домокос. Руды залегают в серпентинитах в виде линз и карманов. Содержание в руде Cr2О3 — 40 %.
Бокситы. Месторождения бокситов сосредоточены в четырех районах: Парнас-Киона, Ламия, Эвбея и Аттика. Промышленное оруденение приурочено к отложениям верхнего мела. Химический состав (%):Аl2О3 — 60, SiO2 — 4, Fe2О3 — 20-25, TiO2 — 2,5-3.
Золото и медь. Запасы медных руд сосредоточены в сульфидных месторождениях на полуострове Халкидики, на Пелопонесском полуострове. Содержание меди в рудах колеблется в пределах 0,7-6,0 %. Попутно руды содержат также золото до 2-4 г / т.
Золото. Золотосодержащее полиметаллическое месторождение Олимпиада и меднопорфировое Скуриес (Skouries) в Греции имеют крупнейшие в Европе запасы золота. Оба они находятся на полуострове Халкидики. Владелец месторождений состоянию на 2002 г — канадская компания TVX Gold Inc.
Месторождение Олимпиас (другое название — Кассандра) расположено на юго-восточной окраине Родопского срединного массива. Приурочено к горизонту мраморов, который расщепляется на два пласта суммарной мощностью до 200 м, заключенному в мощный толще протерозойских гнейсов. Гнейсы и мраморы пересечены серией поперечных разломов северо-западного простирания. Вдоль этих нарушений пластические мраморы смяты в складки. На восточном крыле одной из таких сборок в обоих пластах мраморов располагаются две пластовые залежи полиметаллических золотосодержащих карбонатно-кварцевых руд. По состоянию на 1999 год, подтвержденные запасы месторождения (категорий proven + probable) составляют 14,2 млн т руды со средним содержанием золота 8,3 г / т, или до 118 т золота, в числе которых 6,5 т золота в складированных арсенопирит-пиритных концентратах (с средним содержанием 22,92 г / т) и 8,2 т — в хвостах обогащения (с содержанием 3,42 г / т). Содержание серебра в рудах — 138 г / т, цинка — 6,1 %, свинца — 4,6.
Меднопорфирове месторождение Скуриес открыто геологами компаний Nippon Mining Ltd. и Placer Development Ltd. в начале 1990-х годов. В конце 1994 года приобретено канадской компанией TVX Gold Inc. Медные руды содержат сравнительно высокие концентрации попутного золота — местами более 2 г / т. Оруденение приурочено к контактовой зоне малого интрузивного тела гранитоидов мезозоя, которое прорывает терригенно-вулканогенные толщи позднего палеозоя — раннего мезозоя, смятые в умеренно сжатые складки. Руды вкрапленно-прожилковые, сульфидно-кварцевые. Количество сульфидов (пирит, халькопирит, блеклые руды, арсенопирит, сфалерит, галенит и др.) большое для данного типа месторождений и достигает местами 10 %. В 1997 году в центральной части месторождения была разведан участок меднопорфировых руд, обогащенных золотом. Запасы участка — 40 млн т руды с содержанием золота 1.5 г / т (60 т золота). Подсчитанные подтвержденные запасы составили на тот момент 129,55 млн т руды с содержанием золота 0.9 г / т (116,6 т золота), меди — 0,54 %. С учетом запасов руд низкой категории (possible) общие запасы на месторождении достигли 206 млн т руды с содержанием золота 0,8 г / т (165 т золота). Выявленные ресурсы золота (с запасами) оцениваются компанией TVX Gold Inc. в 292 т.
Полиметаллы. Свинцово-цинковые месторождения расположены в трех районах: Аттика, Македония и Фракия. Наибольшее промышленное значение имеет район Кассандра в Македонии (полуостров Халкидики). Запасы руд здесь оценочно составляют 5 млн т с содержанием Pb и Zn 5-10 %. Практически все свинцово-цинковые месторождения мелкие и средние, залегают в метаморфических породах вблизи контактов осадочных и метаморфических или изверженных пород. Руды многокомпонентные — галенит, сфалерит, пирит, в том числе минералы меди, мышьяка, сурьмы и т. д.
Другие полезные ископаемые В Греции открыты месторождения барита (острова Миконос, Милос и Кос), магнезита (острова Эвбея, Лесбос, полуостров Халкидики), фосфоритов, асбеста (крупное месторождение Зинданион — запасы 90 млн т), перлита (остров Милос) , флюорита, серы, бентонита и каолина (остров Милос), корунда (остров Наксос), алунита, глины, мрамора, вулканического туфа, пемзы, кварца, гипса, молибдена, сурьмы (месторождение Лаханас), железных руд (острова Серифос, Тасос, Андрос, близ города Кавала и другие).